# 폰테 트레사역
폰테 트레사역(Ponte Tresa)은 스위스 티치노주의 폰테 트레사에 있는 기차역이다. 역은 루가노에서 미터궤 루가노-폰테 트레사 철도(FLP)의 종점이다.
역에는 2개의 플랫폼 트랙과 2개의 추가 사이딩이 있으며, 콘크리트 지붕 아래에는 주차장이 있다.

## 운행편
2021년 12월 시간표 변경에 따라 폰테 트레사에서 다음 서비스가 정차한다.
- S60 : 주중에는 루가노 FLP까지 15분간격으로, 주말에는 30분 간격으로 운행한다.

Autopostale 버스는 루이노, 몬테기오 및 노바기오에 역을 연결한다. 여름에는 루가노 호수의 항법회사(SNL)가 역에서 도보로 5분 거리에 있는 착륙장에서 루가노를 오가는 보트 서비스를 운영한다.

## 갤러리
- 역에 접근하는 길가 트랙
- 역의 아우토포스탈레 버스